# Molested
Molested — дэт-метал группа из Бергена, Норвегия.

## История
Группа была основана в мае 1991 года Эйстейном Брюном и Эрлендом Эрихсеном. После выпуска двух демо, которые были записаны в Grieghallen Studio, группа получила контракт на запись с недавно созданным норвежским лейблом Effigy Records, на котором в 1995 году вышел дебютный альбом Blod Draum.
В 1995 году Брун основал группу Borknagar. В том же году Molested заключили контракт на запись с испанским лейблом Repulse Records, на котором было записано два альбома, однако они не были реализованы. В 1997 году появился мини-альбом Stormvold, который содержал материал 1995 года. В 1997 году Molested распалась, так как группа Borknagar требовала больше времени.
За время существования группы состав не менялся.
Эрленд Эрихсен играл в норвежской блэк-метал группе Gorgoroth в качестве барабанщика с 1999 по 2000 годы.

## Музыкальный стиль
Molested играли сложный дэт-метал с вкраплением блэк-метала, при этом они использовали нетипичные для металла инструменты, например варган. Также в музыке можно найти влияние норвежской народной музыки, которое группа связывала с бласт-битами и низко настроенными гитарами. Sascha Falquet в журнале «Voices from the Darkside» описал музыку группы как «довольно техничную и очень сложную, и в то же время естественную».
Отвечая на вопрос о текстах и концепции группы, Брюн ответил, что это зависит от слушателей, что именно тексты значат для них. При написании текстов он был вдохновлен силой природы, которой боятся современные люди. В то время как многие дэт-метал группы в Скандинавии ожидали появления враждебности со стороны тамошней блэк-метал сцены, группу там уважали как «единственную НАСТОЯЩУЮ дэт-метал группу в Норвегии».

## Дискография
- 1991 — Stalk the Dead (демо)
- 1993 — Unborn Woods in Doom (демо)
- 1995 — Blod Draum
- 1997 — Stormvold (EP)

## Состав
- Эйстейн Брюн — вокал, гитара
- Kenneth Lian — бас
- Trond Turnes — гитара
- Эрленд Эрихсен — ударные